# إريك كينليسادي
إريك كينليسادي هو ممثل كندي، ولد في 11 أكتوبر 1957 في كندا.

## أعمال

### أفلام
- (2003) الوجهة النهائية 2[5]
- (2005) ذا إنتربريتر[6]
- (2006) جدار حماية[7]
- (2007) حرب
- (2013) الطرد
- (2016) عتبة السابعة عشر[8]
- (2018) كيف ينتهى الحال

## وصلات خارجية
- إريك كينليسادي على موقع IMDb (الإنجليزية)
- إريك كينليسادي على موقع قاعدة بيانات الفيلم (الإنجليزية)